# Гудаускас, Зигмантас Антанович
Зигмантас (Зигмас) Антанович Гудаускас (лит. Zigmantas "Zigmas" Gudauskas; род. 25 февраля 1958, Жеброкай, Скуодасское районное самоуправление) — советский и литовский гребец, выступавший за сборные СССР и Литвы по академической гребле в 1981—1992 годах. Чемпион мира, участник летних Олимпийских игр в Барселоне, заслуженный мастер спорта СССР (1981).

## Биография
Зигмас Гудаускас родился 25 февраля 1958 года в деревне Жеброкай Скуодасского района Литовской ССР.
Впервые заявил о себе в гребле в сезоне 1981 года, когда в зачёте восьмёрок одержал победу на чемпионате СССР, в составе советской национальной сборной победил на международной гребной регате в Люцерне и на чемпионате мира в Мюнхене — за это выдающееся достижение по итогам сезона был удостоен почётного звания «Заслуженный мастер спорта СССР».
В 1982 году вновь выиграл всесоюзное первенство в восьмёрках, тогда как на мировом первенстве в Люцерне стал бронзовым призёром, уступив в финале командам из Новой Зеландии и Восточной Германии.
В 1983 году был третьим в зачёте чемпионата СССР в восьмёрках.
На чемпионате СССР 1984 года победил в распашных рулевых четвёрках.
В 1985 году взял бронзу на чемпионате СССР в безрульных четвёрках.
В 1986 году стал серебряным призёром чемпионата СССР в безрульных двойках. Побывал на чемпионате мира в Ноттингеме, откуда так же привёз награду серебряного достоинства — в решающем финальном заезде восьмёрок пропустил вперёд только команду из Австралии.
После распада СССР в 1992 году вошёл в основной состав литовской национальной сборной и благодаря череде удачных выступлений удостоился права защищать честь страны на летних Олимпийских играх в Барселоне. В программе распашных безрульных двоек вместе с напарником Ричардасом Букисом сумел квалифицироваться лишь в утешительный финал С и расположился в итоговом протоколе соревнований на 17 строке.